# Duathlon aux Jeux mondiaux de 2025
Navigation
Birmingham 2022 Karlsruhe 2029
Les épreuves de duathlon des Jeux mondiaux de 2025 ont lieu du 14 au 17 août 2025 à Chengdu en Chine, sur le site du Xinglong Lake à la Hubin Arena.

## Organisation
40 athlètes sont sélectionnés chez les hommes et chez les femmes, avec 35 places selon des critères mondiaux ou continentaux, deux placees sont réservés au pays hôtes et trois en invitations,.
Seuls les six premiers comités nationaux peuvent inscrire trois athlètes, les autres étant limités à deux.
Les critères sont
- Championnats continentaux : les quatre meilleurs athlètes de chacun des cinq championnats continentaux de duathlon (Afrique, Amériques, Asie, Europe et Océanie), organisés entre le 1ᵉʳ janvier 2024 et le 31 mars 2025, obtiennent une place pour leur pays respectif.
- Championnats du monde : les dix premiers des championnats du monde 2024, organisés à Townsville en août 2024 (distance sprint élite), ont également obtenu une place pour leur fédération nationale respective. Si l'un des dix premiers a déjà gagné une place aux championnats continentaux de triathlon et de duathlon ou si sa fédération nationale en a déjà gagné trois, l'athlète suivant le mieux classé aux championnats du monde obtient la place qualificative. Ce système se poursuit jusqu'à ce que cinq places soient attribuées.
- classement mondial de duathlon : les places 31 à 35 sont attribuées aux fédérations nationales selon l'ordre des athlètes les mieux classés au classement mondial établi au 31 mars 2025. Si cette liste est épuisée, les championnats du monde de duathlon 2024 (distance sprint élite) seront utilisés, puis les championnats continentaux de duathlon dans cet ordre : Amérique, Europe, Asie, Océanie et Afrique, en sélectionnant un athlète par continent, puis un deuxième, etc

| Compétition                            | Lieu       | Dates            | Hommes | Hommes                                                                | Femmes | Femmes                                                                                         |
| Compétition                            | Lieu       | Dates            | Quota  | CNO qualifiés                                                         | Quota  | CNO qualifiés                                                                                  |
| -------------------------------------- | ---------- | ---------------- | ------ | --------------------------------------------------------------------- | ------ | ---------------------------------------------------------------------------------------------- |
| Pays hôte                              | NC         | NC               | 2      | Chine                                                                 | 1      | Chine                                                                                          |
| Championnat d'Afrique 2024             | Hurghada   | 20 avril 2024    | 4      | Maroc Bahreïn Kosovo Arabie saoudite                                  | 3      | Singapour                                                                                      |
| Championnat d'Europe 2024              | Coimbra    | 15–16 juin 2024  | 4      | Belgique Espagne France                                               | 3      | France Belgique Espagne                                                                        |
| Championnat d'Amérique sprint 2024     | Cali       | 23 juin 2024     | 4      | Mexique Colombie                                                      | 4      | Mexique Colombie                                                                               |
| Championnats du monde de duathlon 2024 | Townsville | 16 août 2024     | 10     | Espagne France Belgique Espagne Australie Japon                       | 6      | Belgique Japon Allemagne Japon Allemagne                                                       |
| Championnat d'Asie 2025                | Manama     | 22 February 2025 | 4      | Philippines Iran                                                      | 4      | Philippines Iran Philippines                                                                   |
| Classement ITU                         | NC         | NC               | 9      | Slovaquie Allemagne Pays-Bas Panama Algérie Portugal Algérie Mongolie | 12     | Allemagne Iran Slovaquie Pays-Bas Égypte Portugal Égypte Venezuela Tchéquie Venezuela Tchéquie |
| Invitations                            | NC         | NC               | 3      | Cambodge Égypte                                                       | 3      | Égypte Kenya                                                                                   |

## Programme
- 14 août 2025 : Individuel Hommes (Run1 5km + vélo 30km + Run2 5km)
- 15 août 2025 : Individuel Femmes (Run1 5km + vélo 30km + Run2 5km)
- 17 août 2025 : Relais mixte 2x2

## Médaillés
| Épreuves          | Or                                          | Argent                                         | Bronze                                |
| ----------------- | ------------------------------------------- | ---------------------------------------------- | ------------------------------------- |
| Individuel hommes | Benjamin Choquert                           | Arnaud Dely                                    | Vincent Bierinckx                     |
| Individuel femmes | Anahí Álvarez                               | María Varo                                     | Jeanne Dupont                         |
| Relais mixte      | Espagne- María Varo - Javier Martín Morales | Pays-Bas- Aline Kootstra - Valentin van Wersch | Belgique- Jeanne Dupont - Arnaud Dely |

## Tableau des médailles
| Rang  | Nation | Or | Argent | Bronze | Total |
| ----- | ------ | -- | ------ | ------ | ----- |
| Total | Total  | -  | -      | -      | -     |